# Olivia Bray
Olivia Bray (20 de noviembre de 2001) es una deportista estadounidense que compite en natación, especialista en el estilo mariposa. En los Juegos Panamericanos de 2023 obtuvo una medalla de  en la prueba de 4 × 100 m mariposa.

## Palmarés internacional
| Juegos Panamericanos | Juegos Panamericanos | Juegos Panamericanos | Juegos Panamericanos |
| Año                  | Lugar                | Medalla              | Prueba               |
| -------------------- | -------------------- | -------------------- | -------------------- |
| 2023                 | Santiago (Chile)     | Medalla de bronce    | 100 m mariposa       |